# 山梨智也
山梨 智也（やまなし ともや、1981年〈昭和56年〉1月 - ）は、日本の研究職。学位は博士（食品栄養科学）（静岡県立大学・2016年）。株式会社鈴与総合研究所食品・医薬品研究所研究員。天津ハンター（てんしんハンター）とも呼ばれる。
フードストアあおき従業員、清水みなとまちバル実行委員会委員長などを歴任した。

## 概要
静岡県出身の研究職としてバイオガスプラントの運営に携わる。その傍ら、天津飯を好むことから「天津ハンター」の異名を持ち、多くのメディア等に登場している。また、「清水みなとまちバル」の運営を手掛けるなど、地域振興にも尽力している。

## 来歴

### 生い立ち
1981年（昭和56年）1月に静岡県清水市（現・静岡市、以下同）に生まれ、静岡県にて育った。清水市立江尻小学校、清水市立第一中学校を経て、静岡県立清水東高等学校で学んだ。
東京都の大学にいったん進学するが、すぐに中途退学して静岡県に戻る。実家が惣菜店を経営していたこともあり食品学に興味を持ち、静岡県立大学に進学し、食品栄養科学部栄養学科（現・栄養生命科学科）にて学んだ。しかし経営学にも関心を抱いたことから、食品栄養科学部を2年間で中途退学し、改めて静岡県立大学の経営情報学部に入学した。2007年（平成19年）に卒業し、学士（経営情報学）の学位を取得した。

### 小売業界にて
大学卒業後はフードストアあおきに採用され、正社員として勤務する。スーパーマーケットの惣菜部門に勤務していたが、今度は調理学に興味を持つようになる。その結果、静岡県立大学の3学年への編入試験を受け、再び食品栄養科学部に進学し、食品生命科学科にて学んだ。大学ではケミカルバイオロジー研究室を主宰する鮒信学の門下となる。鮒からの勧めもあり、さらに静岡県立大学の大学院に進学し、薬食生命科学総合学府の食品栄養科学専攻で学んだ。大学院の博士前期課程を修了し、修士（食品栄養科学）の学位を取得した。博士後期課程在籍中に「微生物による芳香族化合物の生産および異化に関する研究」と題した博士論文を執筆した。博士後期課程も修了し、2016年（平成28年）3月17日付で博士（食品栄養科学）の学位を取得した。

### 研究職として
鈴与総合研究所に入社し、食品・医薬品研究所に配属された。研究員として勤務しており、鈴与菊川バイオガスプラントが安定的かつ継続的に運転できるように理化学的な分析や分子生物学的な解析を手掛けている。

## 人物
清水みなとまちバル
静岡県清水市で生まれ育ち、実家が清水銀座商店街にあることから、「商店街は僕の庭ですから！」と語る。「おまちバル」に参加したり、「シリコンバレー in KUSANAGI」の運営者の打ち上げに参加する中で、静岡市清水区の商店街の振興に関心を持つようになり、清水みなとまちバル実行委員会の委員長に立候補した。
趣味・嗜好
天津飯を好んでおり、おおよそ週に一度のペースで食べている。スーパーマーケットの惣菜部門に勤めていたときに上司の作る蟹玉に感動するも、その味を再現することができず、勉強のため天津飯を食べ歩くようになった。食べる前に必ず天津飯の写真を撮影しており、それをインスタグラムに掲載していることから「天津ハンター」と呼ばれるようになった。自身の結婚披露宴ではケーキ入刀に擬えて「天津飯入刀」を披露した。母校である静岡県立大学の学生広報大使からインタビューを受けた際には、天津飯をあしらった白のティーシャツ姿で登場している。天津飯は日本発祥の料理であるため、認知度を上げて日本国外の人々にも食べてほしいと願っている。TBSテレビの『マツコの知らない世界』や、静岡放送の『ゴゴボラケ』など、メディアへの出演も多い。
特技
多数の資格を持つ。静岡県立大学経営情報学部在学中より日商簿記検定の3級と2級をはじめ、ファイナンシャル・プランニング技能士の2級、秘書技能検定の2級などを取得している。2021年（令和3年）に気象予報士に合格するなど、大学卒業後も資格試験の勉強を続けている。

## 略歴
- 1981年 - 誕生[3]。
- 2007年 - 静岡県立大学経営情報学部卒業[1][2]。
- 2016年 - 静岡県立大学大学院薬食生命科学総合学府博士後期課程修了。
- 2021年 - 気象予報士[1][2]。

## 出演

### テレビ
- マツコの知らない世界（TBSテレビ、2020年2月11日）

### ラジオ
- ゴゴボラケ（静岡放送、2023年11月20日）

## 関連人物
- 鮒信学